# Niels Scythe
 Der er for få eller ingen kildehenvisninger i denne artikel, hvilket er et problem. Du kan hjælpe ved at angive troværdige kilder til de påstande, som fremføres i artiklen.

Niels Scythe (8. november 1727 – 18. marts 1811) var en norsk lærd samler.
Niels Scythe blev født i Kristiansand, og var søn af en vintapper Jens Scythe og Sidsel Jacobsdatter, han blev student 1746, hører ved sin fødebys skole 1754 og tog magistergraden 1755. I 1763 ansattes han som medhjælper hos dr. Johann Gottfried Erichsen ved bestyrelsen af kolonivæsenet i Slesvig. 1770 blev han foged i Nedenæs med bopæl først i Lillesand, senere i Grimstad. Tog 1783 afsked og fik justitsråds titel.
De sidste leveår tilbragte han i Kristiansand, hvor han døde ugift. Sin ret betydelige formue testamenterede han til en stiftelse for borgerenker i sin fødeby.
Scythe, der besad stærke litterære interesser, samlede et anseligt bibliotek og beskæftigede sig lige til sin høje alderdom med studier og med samlinger til Kristiansands bys og stifts historie og topografi, hvilke til dels endnu er bevarede.
I trykken har han udgivet norske statskalendere for 1767-69, de første i sit slags, samt små historiske bidrag til tidsskrifter og aviser. Han blev i 1791 medlem af Det kongelige danske Selskab for Fædrelandets Historie.